# Leon und die magischen Worte
Leon und die magischen Worte (Originaltitel: Kerity, la maison des contes) ist ein französisch-italienischer Zeichentrickfilm von Dominique Monféry aus dem Jahr 2009.

## Handlung
Der 6-jährige Leon, seine 10-jährige Schwester Alina und ihre Eltern verbringen den Sommer in Kerity. Hier haben sie von ihrer verstorbenen Tante Éléonore eine alte Villa am Meer geerbt. Vor allem Leon schmerzt der Verlust, hat Eleonor ihm, der große Probleme mit dem Lesen hat, doch stets vorgelesen. Die Familie begrüßt den Nachbarn Adrian, der Eleonors bester Freund war. Zudem erscheint Entrümpler Dümpel beim Haus und bietet Leons Vater seine Dienste an, falls er das Haus entrümpeln will.
Eleonor hat Leon und Alina separat etwas hinterlassen: Alina erhält eine Puppe, während Leon der Inhalt des „geheimen Zimmers“ vermacht wird, das nie jemand betreten durfte. Zu Leons Enttäuschung ist das Zimmer voller Bücher. Bei einem Sturm wird das Hausdach beschädigt. Um die Reparatur zu bezahlen, stimmt Leon dem Verkauf der Bücher zu. Erst anschließend erkennt er, dass die Märchenfiguren der Bücher lebendig werden, handelt es sich bei den Büchern doch um Originale. Die Figuren glauben, dass Leon „Der große Leser“ ist, den Eleonor als ihren Nachfolger bestimmt hat und der die Bücher und ihre Figuren beschützen wird. Dafür ist es nötig, dass Leon bis 12 Uhr mittags einen Zauberspruch abliest, der an der Bücherwand steht. Leon kann die Buchstaben nicht lesen. Die böse Fee glaubt daher, dass er nicht der Auserwählte ist, und schrumpft ihn auf Märchenfigurengröße. Kurz darauf erscheint Herr Dümpel, verpackt alle Bücher und transportiert sie in seinen Lagerraum. Leon und die Märchenfiguren sind ebenfalls in den Kisten gelandet. Nur die böse Fee ist mit dem einzigen Buch der Sammlung im Haus geblieben, sodass sie Leon nicht zurückverwandeln kann.
Leon beschließt, die Märchenwelt zu retten. Während die anderen Figuren den Verkauf der Bücher verhindern sollen, bricht er mit Alice und dem weißen Kaninchen, das eine Taschenuhr bei sich trägt, zu seinem Haus auf. Später schließt sich ihnen noch ein Oger an. Der Weg erweist sich als beschwerlich, führt er doch durch den Sand am Meer. Nach einigen brenzligen Situationen wird Alina auf die vier Winzlinge aufmerksam und bringt sie ins Haus. Sie alarmiert Adrian, der zu Dümpel eilt und sich als vermeintlicher Buchinteressent ausgibt. Leon wiederum gelingt es in letzter Sekunde, den Zauberspruch aufzusagen, der das Verschwinden sämtlicher Märchenfiguren verhindert. Mit der bösen Fee gelangen alle heimlich an der Seite von Leons Vater zurück in Dümpels Warenlager. Die böse Fee verwandelt Leon in seine ursprüngliche Größe zurück, weil der Oger droht, sie ansonsten zu fressen. Jetzt kann Leon den Verkauf der Bücher verhindern und seinen Vater dazu bringen, die Bücher zurück in Tante Eleonors Haus zu bringen. Die Renovierung des Hauses wiederum ist ebenfalls möglich, hatte Eleonor doch in der Puppe, die sie Alina geschenkt hat, ihren wertvollen Schmuck versteckt, der verkauft werden kann. Nach der Rettung der Märchen begibt sich Leon mit seiner Schwester in den Bücherraum und alle Figuren erscheinen und applaudieren Leon. In der ganzen Welt werden nun weiter Märchen erzählt.

## Produktion
Leon und die magischen Worte geht auf eine Originalidee von Anik Le Ray zurück, die eine wahre Begebenheit zur Geschichte brachte: Ein drei- oder vierjähriger Junge namens Nathanaël gestand ihr eines Tages, dass er nicht lesen könne, wobei er glaubte, dass Lesen angeboren sei. Le Ray nahm die Anekdote zum Anlass, um Märchenfiguren, die ihr in ihrer Kindheit ans Herz gewachsen waren, mit dem Jungen Leon (im Original Nathanaël) auf eine Reise zu schicken, die für ihn auch der Beginn des Lesenkönnens wird.
Leon und die magischen Worte war der dritte Animationsfilm, bei dem Dominique Monféry Regie führte. Der Film wurde als Zeichentrickfilm realisiert, wobei die Gestaltung der Figuren auf Grafikerin und Illustratorin Rebecca Dautremer zurückgehen. Dautremer ließ sich bei der Gestaltung des Hauses vom Haus ihrer Großmutter inspirieren und nutzte die Bibliothek ihrer Eltern als Inspiration für die Filmbibliothek.
Leon und die magischen Worte erlebte am 22. Oktober 2009 auf dem Festival internazionale del film di Roma seine Premiere. Er kam am 16. Dezember 2009 in die französischen Kinos, wo er von ca. 573.000 Zuschauern gesehen wurde. In Deutschland erschien er am 10. Februar 2011 auf DVD.

## Synchronisation
| Rolle               | Synchronsprecher (original) | Synchronsprecher (deutsche Fassung) |
| ------------------- | --------------------------- | ----------------------------------- |
| Leon                | Arthur Dubois               | Luisa Wietzorek                     |
| Alina               | Stéphane Flamand            | Josephine Schmidt                   |
| Tante Eleonor       | Jeanne Moreau               | Gisela Fritsch                      |
| Adrian              | Pierre Richard              | Friedhelm Ptok                      |
| Mutter              | Julie Gayet                 | Karin Buchholz                      |
| Vater               | Denis Podalydès             | Peter Flechtner                     |
| Das weiße Kaninchen | Lorànt Deutsch              | Stefan Krause                       |
| Alice               | Prunelle Rulens             | Julia Meynen                        |
| Oger                | Chilly Gonzales             | Marco Kröger                        |
| Böse Fee            | Liliane Rovère              | Daniela Strietzel                   |

## Kritik
Télérama lobte die grafische Gestaltung als geglückt und bezeichnete sie als „eine Magie lebendiger Farben“ („une magie de couleurs vives“). Auch animationsfilme.ch befand, dass Leon und die magischen Worte ein „visuell stilvoll umgesetzte[r] Zeichenanimationsfilm“ sei, der in der Handlung jedoch auf Motive bekannter Bücher und Filme zurückgreife, darunter Michael Endes Die unendliche Geschichte und Henry Selicks Coraline.
Für Das Erste war der Film eine „Ode an die Fantasie“ und für Cinema „poetische Fantasie für Kleine und Große“. n-tv nannte den Film ein „herrliches Plädoyer für den Zauber des Lesens und ein[en] wunderbare[n] Familienfilm.“

## Auszeichnung
Die Deutsche Film- und Medienbewertung zeichnete den Film mit dem Prädikat „besonders wertvoll“ aus. Auf dem Festival d’Animation Annecy erhielt der Film 2010 eine lobende Erwähnung der Jury und war für einen Cristal als bester Langfilm nominiert.